# Teen Titans: Beast Boy Loves Raven
Teen Titans: Beast Boy Loves Raven — графический роман, вышедший 28 сентября 2021 года.

## Синопсис
Комикс повествует о Гарфилде Логане и Рэйвен Рот.

## Отзывы
На сайте Comic Book Roundup роман имеет оценку 9,3 из 10 на основе 2 рецензий. Джастин Картер из The A.V. Club дал ему оценку «B» и похвалил художника. Кейтлин Чапелл из Comic Book Resources также была довольна Пиколо. Мэтью Агилар из ComicBook.com поставил комиксу 5 баллов из 5 и написал, что «динамика и отношения [между главными героями] кажутся органичными».